# Družinsko pravo
Družinsko pravo ureja osebna stanja posameznika; se pravi: rojstvo, zakonsko zvezo, starševstvo in nato še smrt.
Osebna stanja so pomembna, ker so nanje vezane pomembne pravice oz. obveznosti:
- z rojstvom (ob drugih pogojih) oseba postane državljan
- s smrtjo prenehajo vsa osebna stanja in večina pravic osebe, uvede se dedovanje
- s sklenitvijo zakonske zveze oz. osnovanjem zunajzakonske skupnosti nastane poseben premoženjski režim za zakonca - vse, ustvarjeno z delom enega od njiju, je skupno
- z razvezo zakonske zveze se razdeli dotedaj skupno premoženje in odloči o varstvi in vzgoji otrok -- to je največje jabolko spora v družinskih zadevah
- z rojstvom otroka (in priznanjem starševstva, če je potrebno) družina pridobi posebno varstvo, npr. pravico do otroškega dodatka, starševski dopust in podobno.

Stanje posvojenca je enako stanju naravnega otroka, podobno je posvojitelj (mačeha, očim) izenačen z naravnim staršem, ter zunajzakonski partner z zakoncem.
Zanimiva vprašanja te dni so umetna oploditev z biomedicinsko pomočjo (za pare zagotovljena, za samske ženske ne) in vprašanje istospolnih zakonov. Čisto praktičen problem je pogosto predolgo trajanje ločitevih postopkov in krivično dodeljevanje otroka ženski, ne moškemu.
Družinsko pravo je klasična panoga civilnega prava. Krovni zakon je Zakon o zakonski zvezi in družinskih razmerjih.